# 門真市立大和田小学校
門真市立大和田小学校（かどましりつ おおわだしょうがっこう）は、大阪府門真市にある公立小学校。

## 沿革
（沿革節の主要な出典は公式サイト）
明治時代初期に設置された「河内国第九区郷学分校」を起源としている。1960年代後半から1970年代初頭にかけて、地域の宅地化などを背景に児童数1700人を超えるマンモス校となり、2小学校を相次いで分離している。
- 明治4年（1872年） - 河内国第九区郷学分校として開設。
- 1875年5月 - 古橋小学校に改称。
- 1878年5月 - 大和田小学校に改称。
- 1886年11月 - 北河内郡大和田尋常小学校に改称。
- 1909年5月20日 - 大和田村大字打越（現在地）に移転し、新校舎落成記念式典を開催。この日を創立記念日とする。
- 1924年（大正13年）4月 - 高等科を併設。北河内郡大和田尋常高等小学校に改称。
- 1941年（昭和16年）4月1日 - 国民学校令により、北河内郡大和田国民学校に改称。
- 1947年4月1日 - 学制改革により、大和田村立小学校に改称。
- 1956年9月30日 - 大和田村が門真町に編入したことに伴い、門真町立大和田小学校に改称。
- 1963年8月1日 - 門真市の市制施行により、門真市立大和田小学校に改称。
- 1970年4月1日 - 門真市立沖小学校を分離。
- 1971年4月1日 - 門真市立上野口小学校を分離。

## 通学区域
- 門真市 常盤町、大橋町、大池町。

卒業生は門真市立第二中学校へ進学する。

## 交通
- 京阪本線 古川橋駅 南東へ約900m。

## 出身者
- 山本容子 - 版画家、挿画家